# Leipziger Allee 26 (Anklam)

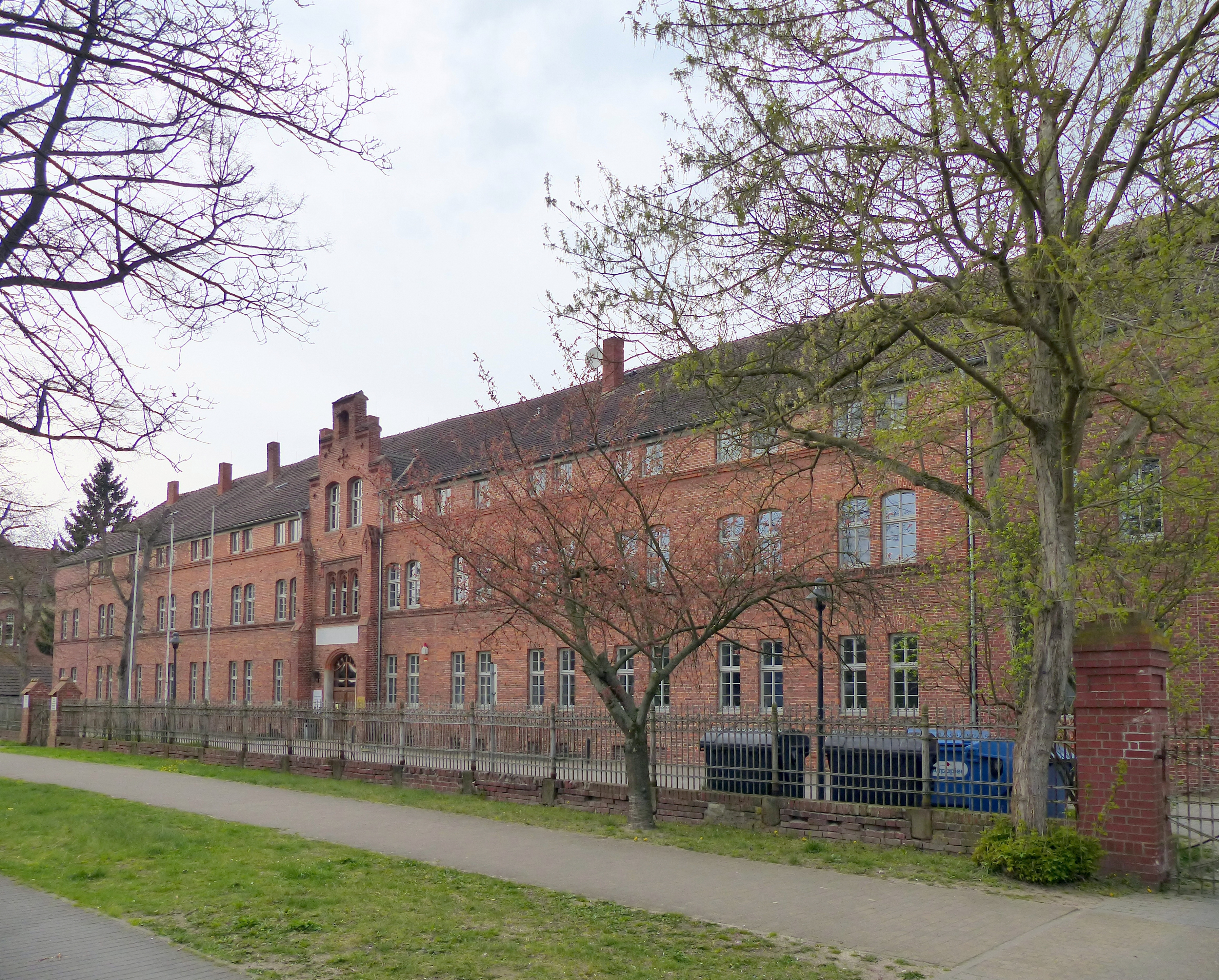
Anklam, Leipziger Allee 26

Das Gebäude Leipziger Allee 26 in Anklam (Mecklenburg-Vorpommern), Leipziger Allee von 1845 war Armen- und Arbeitshaus, Heilig-Geist-Stift II und ist ein Verwaltungsgebäude des Landkreises Vorpommern-Greifswald.
Das Gebäude und die Umfassungsmauer mit Toranlagen stehen unter Denkmalschutz.

## Geschichte
Die Hanse- und Lilienthalstadt Anklam mit 12.331 Einwohnern (2019) wurde erstmals 1243 als oppidum (Siedlung) und 1264 als civitas (Stadt) erwähnt.
Das dreigeschossige, 27-achsige, verklinkerte, historisierende Gebäude in U-Form mit einem hohen Sockelgeschoss wurde 1845 nach Plänen von Friedrich August Stüler (1800–1865) gebaut. Es war Armen- und Arbeitshaus (1845–1849), dann Hilfsstrafanstalt für Frauen, danach Heilig-Geist-Stift II für 32 Stiftbewohner, später ein Feierabendheim und ist heute ein Verwaltungsgebäude für den Landkreis Vorpommern-Greifswald.
Markant ist der fast mittige, dreigeschossige Giebelrisalit mit einem Treppengiebel und dem Eingangsportal. Südlich ergänzen weitere Bauten das Ensemble.
Der Berliner Architekt Stüler plante viele Bauten in Berlin, sowie in Mecklenburg und Vorpommern u. a. die Dorfkirche Basedow, das Schloss Basedow, das Schloss Broock, die Schlosskirche und die Orangerie in Putbus, St. Bartholomaei (Demmin), Peter-Pauls-Kirche (Zingst) und St.-Peter-Kirche (Altentreptow).